# Vsisko
Vsisko je vesnice, část obce Velký Týnec v okrese Olomouc. V roce 2009 zde bylo evidováno 82 adres. V roce 2001 zde trvale žilo 213 obyvatel.Okrajově Vsiskem protéká potok Týnečka.
Vsisko je také název katastrálního území o rozloze 3,86 km².

## Historie
První písemná zmínka o obci pochází z roku 1253.

## Poloha
Obec se nachází asi 1,5 km na západ od Velkého Týnce a přibližně 10 km jihovýchodním směrem od Olomouce. Jižní částí intravilánu protéká potok Týnečka.
Názvy částí obce: Na zábraní, V dědině a samota Na trávníku.

## Pamětihodnosti
- Kaple svatého Matouše z roku 1867.
- Barokní sochy svatého Matouše a svaté Barbory

## Významné osobnosti
V roce 1913 se zde narodil autor divadelních her Josef Skopalík.